# 塔拉斯克
塔拉斯克（Tarasque），又譯作泰拉斯奎，是具有獅頭、牛身、熊足（六足）、龜殼（有刺）、蠍尾（或其他樣子的刺尾）的传说生物。

## 傳說
《黃金傳說》中，是生活在法國南部的内尔吕克村（Nerluc）附近的龍，對村子造成危害。後來被被聖女瑪爾達以祈禱收服。

## 其他
龍與地下城中出現的“泰拉斯奎巨獸”可能就是以六腳龍為原型，不過D&D中形象沒有六隻腳與獅頭。

## 關連項目
- 塔拉斯克龍屬
- 佩魯達